# Bismark (Altmark)
Bismark (Altmark) − miasto w Niemczech, w kraju związkowym Saksonia-Anhalt, w powiecie Stendal.
1 stycznia 2010 terytorium miasta zostało powiększone o gminy Badingen, Berkau, Büste, Dobberkau, Garlipp, Grassau, Hohenwulsch, Holzhausen, Käthen, Kläden, Könnigde, Kremkau, Meßdorf, Querstedt, Schäplitz, Schernikau, Schorstedt i Steinfeld. Jednocześnie rozwiązano wspólnotę administracyjną Bismark/Kläden, której miasto było siedzibą.

## Współpraca
Miejscowość partnerska:
- Wittingen, Dolna Saksonia